# Karmakanic
Karmakanic é uma banda sueca de rock progressivo fundada em 2002 pelos músicos Jonas Reingold, membro fundador das bandas The Flower Kings e The Tangent; o baterista Zoltan Csörsz do The Flower Kings; além do vocalista Göran Edman (ex-Yngwie Malmsteen) e do guitarrista Krister Jonsson.
O álbum de estreia da banda, Entering the Spectra, foi lançado em 2002. Em 2003, juntaram-se novamente para registrar seu segundo álbum, Wheel of Life, lançado em 2004, que celebra diversas bandas consagradas do rock progressivo como Yes, Dream Theater, King Crimson, e Frank Zappa.

## Discografia
- Entering the Spectra - 2002[1]
- Wheel of Life - 2004[1]
- Who's the Boss in the Factory - 2008[1]
- In a Perfect World - 2011[1]
- DOT - 2016[1]
- Transmutation - 2025[2]

## Integrantes
- Göran Edman - vocal
- Jonas Reingold - baixo
- Krister Jonsson - guitarra
- Zoltan Csörsz - bateria

### Ex-integrantes e convidados
- Roine Stolt
- Tomas Bodin
- Richard Anderson